# Baturitia trispinosa
Baturitia trispinosa is een hooiwagen uit de familie Sclerosomatidae. De wetenschappelijke naam van Baturitia trispinosa gaat terug op Roewer.